# Kugluktuk
Kugluktuk (do 1996 roku Coppermine) – miejscowość (hamlet) w Kanadzie, w zachodniej części terytorium Nunavut, w regionie Kitikmeot, położona nad Oceanem Arktycznym, na południe od Wyspy Wiktorii, w pobliżu ujścia rzeki Coppermine. W 2006 roku miejscowość liczyła 1302 mieszkańców.
W 1771 roku w miejsce to dotarł brytyjski podróżnik Samuel Hearne, a w 1916 roku założona została osada handlowa.